# Jindřichov, Šumperk
Jindřichov là một làng thuộc huyện Šumperk, vùng Olomoucký, Cộng hòa Séc.